# Ralph Zeetsen
Ralph Zeetsen (Stein, 23 februari 1977) is een Nederlands triatleet uit Limburg. Hij is zesvoudig Europees kampioen en tweevoudig Nederlands kampioen.
Zeetsen zwemt vanaf zijn zesde en doet sinds 1989 aan triatlon. Vanaf 1992 begonnen hij serieus te trainen. In 1998 brak hij zijn sleutelbeen en moest hij een jaar rust houden.
Zeetsen is directeur/eigenaar van het datacentrum Emango te Schinnen

## Titels
- Nederlands kampioen triatlon op de olympische afstand - 1997
- Europees jeugdkampioen duatlon - 1993, 1995, 1997
- Europees jeugdkampioen triatlon - 1993, 1994, 1995

## Belangrijke prestaties

### Hardlopen
- 1993:  NK 3000m

### Duatlon
- 1993:  EK jeugd
- 1995:  EK jeugd
- 1996:  WK, Ferrara
- 1997:  EK jeugd, Zwitserland
- 1997: 5e WK, Australië

### Triatlon
- 1992:  NK junioren
- 1992:  EK
- 1993:  EK junioren
- 1994:  EK junioren
- 1994: 6e WK junioren in Wellington
- 1995:  EK junioren
- 1995:  WK junioren in Cancún - 1:58.12
- 1996: 8e WK junioren in Cleveland - 1:50.58
- 1997:  NK olympische afstand in Roermond - 1:44.40
- 1997:  Europese beker in Luxemburg
- 1997:  Europese beker in Frankrijk
- 1997: 5e WK junioren in Perth - 1:55.16
- 1998: 35e EK olympische afstand in Velden - 1:58.45
- 1999: 14e Triatlon van Holten
- 2000: 37e EK olympische afstand in Stein - 2:00.05